# Crocallis aurantiaca
Crocallis aurantiaca är en fjärilsart som beskrevs av Barend J. Lempke 1951. Crocallis aurantiaca ingår i släktet Crocallis och familjen mätare. Inga underarter finns listade i Catalogue of Life.